# Jørgen Ole Børch
Jørgen Ole Børch (27. maj 1951 i Skive – 13. februar 2009) var en dansk operasanger.
Børch blev uddannet fra Det Kongelige Danske Musikkonservatorium og Opera-Akademiet i 1979. Han debuterede i La Bohème i 1981 og blev ansat ved Det Kongelige Teater, hvor han bl.a. har haft roller i Figaros Bryllup og Barberen i Sevilla. Han har desuden medvirket i to spillefilm.

## Filmografi
- Mord i mørket (1986)
- Min fynske barndom (1994)